# La mentira es una flor
La mentira es una flor es el último poemario del escritor español Leopoldo María Panero. La obra, publicada de forma póstuma en 2020 por Huerga y Fierro Editores en Madrid (España), recoge cincuenta poemas que se articulan en torno a cuatro pilares fundamentales: la ruina, la muerte, el silencio y la reflexión metapoética. Las composiciones son en su conjunto e individualmente testimonio vivo del proceso paulatino de autodestrucción del poeta y su obra.

## Publicación
Los poemas que componen La mentira es una flor tuvieron que ser compuestos con anterioridad a 2014, durante la estancia del poeta en la unidad de salud mental de Las Palmas de Gran Canaria, donde permanecería hasta su estertor final. El poemario fue concebido por el propio Leopoldo María Panero como un conjunto íntegro y acabado de poemas. La muerte del poeta en 2014 dejó relegados al olvido estos últimos mecanoscritos hasta que, en 2020, fueron recuperados y propuestos para su edición por Charo Fierro y Antonio J. Huerga. La edición resultante corrió a cargo de Ángel Luis Prieto de Paula e incluía un prefacio de Davide Mombelli.

## Estilo
En cada una de las composiciones que conforman La mentira es una flor aparece quintaesenciada la actitud poética que Leopoldo María Panero mantuvo hasta el final de sus días. La primera sensación que asalta al lector es la de reconocer estos versos: las ruinas, el desastre, el silencio y la muerte se entrelazan formando un microcosmos en el que coexisten los recursos y motivos poéticos más esencialmente típicos de la poesía paneresca. La crítica ha tildado frecuentemente la última poesía de Panero de repetitiva y ha despreciado su compulsividad creativa. Sin embargo, el impulso creador, la filosofía del verso paneresco es resultado del filtro perceptivo, vesania podríamos decir, a través del que el poeta se relacionó con la realidad circundante. El malditismo existencial que rezuma de sus profundidades no es mero artificio estético, sino la actitud sincera del poeta ante ese lugar hostil, diseñado para provocar su sufrimiento, llamado mundo. La palabra poética, el poema que florece de la hoja en blanco: la "flor", es una mentira. 

La palabra no es ese potente demiurgo creador del que surge, ya sea nombrando ya sea interpretando, el mundo; no es la última esperanza, no es el verbo que convierte al poeta en un pequeño dios. Todo lo contrario: la palabra cae sobre la cosa y la destruye. ¿Y qué es lo que queda? Solo ruinas. Ruinas del hombre y ruinas del mundo donde el silencio brilla sobre la página, donde el silencio, en su segundo advenimiento, se convierte en señor y dueño, en, como dice el propio Panero, principio y fin. Es allí donde va a morir toda palabra. Por eso Panero renuncia a ser hombre, renuncia a la vida para entregarse a la belleza de la ruina. Nos lo dice claramente: «Escribo para que el hombre se enamore de la muerte». Es en la muerte, en la nada, en el silencio, en la ruina, en el excremento, en lo que queda cuando es sometido al rayo destructor de la palabra, donde hemos de rastrear la belleza.
Antonio José Huerga

 En cada poema Leopoldo María Panero desplegó ese malditismo existencial inherente a su identidad que rezuma de su producción poética y que marcó su propia percepción de la realidad. Los versos panerescos entretejen una absorbente melodía que hipnotiza al lector, atrayéndolo, como el canto de sirena al marinero, hacia el borde del abismo en el que acabará consumido por la tracción placentera de la nada.

## Motivos poéticos recurrentes
La mentira es una flor plasma los motivos e imágenes que desde hace décadas construyeron el horizonte poético paneresco. Excrementos, labios, saliva, cadáveres, demonios, ruinas, rezos, vómitos, tumbas, silencios, abismos, animales, sangre, escupitajos, flores, gritos, sombras, desiertos y lágrimas se multiplican violenta pero pausadamente a lo largo de unos versos en los que la palabra poética, despojada de cualquier referente, de cualquier correspondencia efectiva, parece conformar una especie de inframundo orientado a predicar los (anti)valores de la muerte, el odio, el dolor, el desastre y la nada. Las citas y menciones a figuras centrales de la cultura, literatura y filosofía europeas, frecuentemente acompañadas del "dixit" son también una constante en su obra poética.
No obstante, ni las máscaras con las que la voz poética difumina su identidad ni las autoridades bajo las que la palabra del poeta busca escudarse sirven de refugio frente a la vida. El único amparo existente, el único asidero posible del poeta es la íntima, incluso familiar, relación con la nada, a menudo recreada en la página en blanco.